# Algemene bespreking van bose-einsteincondensatie
De algemene bespreking van bose-einsteincondensatie, de eigenschap van supervloeibaarheid, lijst van elementen waarin reeds een bose-einsteincondensaat is gecreëerd, en condensatie van fermionen en bosonen.

## Bose-einsteincondensatie nader beschouwd

### Klassiek ideaal gas en ideaal kwantumgas
Een ideaal gas is een idealisering van de werkelijkheid waarbij de interacties tussen de moleculen in het gas verwaarloosd worden, zodanig dat enkel nog de kinetische energie van de moleculen in rekening gebracht moet worden. Om als goede benadering gebruikt te kunnen worden moeten de afstanden tussen de moleculen groot en de interacties (aantrekkende of afstotende krachten) zwak zijn. (Hoewel ze niet in rekening gebracht worden, zijn deze interacties wel noodzakelijk om een thermodynamisch evenwicht te kunnen verkrijgen.) Een dergelijk ideaal gas dat zich volgens de wetten van de klassieke fysica gedraagt wordt een klassiek ideaal gas genoemd. 
In de statistische thermodynamica wordt de verdeling van deeltjes over energietoestanden onderzocht. Het aantal deeltjes dat zich in een bepaalde energietoestand bevindt, wordt het bezettingsgetal van die toestand genoemd. 
Wanneer men een klassiek ideaal gas statistisch bekijkt, ziet men dat dit betekent dat het gemiddeld aantal deeltjes per energieniveau veel kleiner is dan één. De vraag die zich dan opdringt is: wanneer is dit precies het geval? De kwantummechanica leert ons dat de "debrogliegolflengte" die wordt geassocieerd met een deeltje met impuls p als volgt beschreven wordt: 
{\displaystyle \lambda _{DB}={\frac {h}{p}}(={\frac {h}{\sqrt {3mk_{B}T}}})}
Wanneer deze debrogliegolflengte veel kleiner is dan de intermoleculaire afstand bevinden we ons in het klassieke ideaalgasregime. Bij atmosferische druk en kamertemperatuur is de intermoleculaire afstand minstens duizend maal groter dan {\displaystyle \lambda _{DB}}, dus dan is er sprake van een klassiek ideaal gas. Wanneer echter de intermoleculaire afstand en {\displaystyle \lambda _{DB}} van dezelfde grootteorde worden, zullen de materiegolven van de deeltjes elkaar beginnen overlappen en zullen kwantumeffecten naar voren treden. We hebben dan te maken met een ideaal kwantumgas. 
De klassieke Maxwell-Boltzmannstatistiek is echter niet in staat om de hiermee gepaard gaande kwantumeffecten naar voren te brengen. Hiervoor is er een ander soort statistiek nodig, namelijk Bose-Einsteinstatistiek voor bosonen en Fermi-Diracstatistiek voor fermionen.
Bij Bose-Einsteinstatistiek is er geen enkele restrictie op de bezettingsgetallen voor de energieniveaus buiten het feit dat ze positieve gehele getallen moeten zijn. Bij Fermi-Dirac statistiek daarentegen mogen de bezettingsgetallen enkel 0 of 1 zijn, wat het gevolg is van het uitsluitingsprincipe van Pauli.
Einstein, die zich de volledige draagwijdte van de door Bose voor lichtdeeltjes gebruikte statistiek realiseerde, paste deze toe op een gas van massadeeltjes. De resultaten die hij verkreeg kwamen in zeer grote mate overeen met de resultaten die men met gewone Boltzmannstatistiek verkrijgt.
Voor zeer lage temperaturen was er echter een duidelijk verschil tussen de twee statistieken. Voor T gaande naar nul bekomt men bij de Bose-Einsteinstatistiek iets heel vreemds. De chemische potentiaal {\displaystyle \mu } gaat voor zeer kleine T naar {\displaystyle \mu _{0}=\epsilon _{0}} (de grondtoestandenergie). 
Het gevolg is: 
- het gemiddelde bezettingsgetal voor alle energieniveaus boven het grondtoestandniveau wordt nul;
- het bezettingsgetal van het grondtoestandniveau zelf wordt oneindig.

Met andere woorden, alle deeltjes condenseren naar de grondtoestand. 
Deze situatie waarbij een macroscopisch aantal van de deeltjes zich in dezelfde kwantumtoestand bevindt noemt men bose-einsteincondensatie.
Voor het optreden van bose-einsteincondensatie is het behoud van het aantal deeltjes noodzakelijk. Dit is de reden waarom Einstein en niet Bose bij het condensaat terechtkwam. Bij fotonen (lichtdeeltjes) is er geen behoud van deeltjes; als in een fotonengas de temperatuur te laag wordt, verdwijnen de fotonen gewoon in het vacuüm, een optie die massadeeltjes niet hebben.

### Ontaarde toestanden
Wanneer in de kwantummechanica de energie van verschillende kwantumtoestanden van een systeem of deeltje samenvallen dan zegt men dat deze toestanden ontaard zijn. Deze ontaarding (het samenvallen van de energie van deze toestandsniveaus) kan in bepaalde omstandigheden verdwijnen(bijvoorbeeld het aanleggen van een elektrisch of magnetisch veld) waarbij de kwantumtoestanden verschillende energieën krijgen.
Ook de grondtoestand kan ontaard zijn. In dit geval kan er een non-simpel BEC of een gefragmenteerd BEC ontstaan als de ontaarding wordt opgeheven. We krijgen in dit geval dan een systeem waarbij de energieën van de verschillende grondtoestandsniveaus zeer dicht bij elkaar liggen zodat er in elk van deze niveaus zich een bose-einsteincondensaat kan vormen.
Bijvoorbeeld, een systeem met een combinatie van twee kwantumtoestanden met gelijk energieniveau als grondtoestand (een doublet), kan een bose-einsteincondensaat hebben in elk van beide kwantumtoestanden. Hierbij zijn deze bose-einsteincondensaten verschillende entiteiten die afzonderlijk kunnen beïnvloed en bekeken worden. Het is dan ook een situatie waar onder andere handig gebruik van gemaakt wordt bij het creëren en onderzoeken van vortices (wervelingen) in bose-einsteincondensaten (zie volgende paragraaf).

## Supervloeibaarheid
Niet-interagerende bosonen condenseren, zoals Einstein in zijn paper van 1925 beschreef, maar ze zijn niet supervloeibaar. Het was Bogoliubov die in 1947 aantoonde dat zwak interagerende bosonen de eigenschap van supervloeibaarheid bezitten. Dat betekent dat hun viscositeit, wat zoiets als 'stroperigheid' betekent, gelijk aan nul wordt. 
Het supervloeibaar zijn van een bose-einsteincondensaat heeft enkele belangrijke gevolgen voor de dynamica ervan. Een van die gevolgen is dat een bose-einsteincondensaat niet gewoon kan roteren zoals een star lichaam maar zijn draaimoment moet verdelen onder een soort draaikolken, vortices genaamd. Deze draaikolken zijn gekwantiseerd, wat betekent dat deeltjes die om een vortexlijn bewegen enkel draaimomenten kunnen hebben die behoren tot een discreet spectrum van waarden. Het creëren en waarnemen van vortices in een bose-einsteincondensaat zou dus een direct experimenteel bewijs leveren voor het supervloeibaar zijn van een bose-einsteincondensaat. Dit is intussen reeds veelvuldig gebeurd. 
Enkele voorbeelden van methoden om vortices te creëren zijn: 
- Door het creëren van de gewenste golffunctie in een 2-componentscondensaat[2]. De deeltjes die de ene component vormen bevinden zich in een toestand die we |1> noemen en deze die de andere component vormen bevinden zich in een toestand die we |2> noemen. Men start nu met een systeem waarbij alle deeltjes zich in dezelfde toestand bevinden, bijvoorbeeld |1>. Met behulp van een laser worden nu in een deel van de deeltjes een overgang naar toestand |2> gestimuleerd. Dit kan op een zodanige wijze gebeuren dat de nieuw gecreëerde component meteen de gewenste vortexgolffunctie heeft. De deeltjes die na de creatie van de tweede component overblijven in toestand |1> zullen het gat in het midden van de vortex gevormd door de tweede component opvullen en hierdoor de stabiliteit van de vortex vergroten.
- Door met een laser door het condensaat te "roeren"[3]. Dit is te vergelijken met het roeren in een kopje koffie. Door met een lepeltje erin rond te roeren ontstaat een draaikolk in de koffie (In een bose-einsteincondensaat krijgt men dan een rooster van gekwantiseerde wervels). Er ontstaan eveneens draaikolken in de koffie door het lepeltje snel genoeg in rechte lijn van de ene zijde naar de andere zijde van het kopje te bewegen. Wanneer met een fijne laserstraal hetzelfde in een condensaat wordt gedaan ontstaat daar eveneens een rooster van vortices.
- Door de thermische wolk van niet gecondenseerde atomen te laten roteren[4].
- Door topologische fase-inprenting. Dit is te vergelijken met de eerstgenoemde methode (daar gebeurt de inprenting dynamisch), maar in dit geval worden de vortices gecreëerd door het variëren van parameters van de Hamiltoniaan van het systeem. In het artikel van A.E. Leanhardt et al.[5] werd dit gedaan door het magnetisch veld langs de as van de val adiabatisch te inverteren.

## Fermi-atomen en moleculaire condensaten
Om een bose-einsteincondensaat te kunnen creëren moeten de gebruikte deeltjes zeker aan één voorwaarde voldoen: het moeten bosonen zijn. Dit houdt in dat het mogelijk is om met moleculen opgebouwd uit bosonische atomen een bose-einsteincondensaat te verkrijgen. Voor fermionen is het wegens het uitsluitingsprincipe van Pauli onmogelijk om een bose-einsteincondensaat te vormen. Wanneer echter twee fermionische atomen zich aan elkaar binden, ofwel als een molecuul ofwel als een Cooper-paar, hebben we wél met bosonen te maken en kan er dus bose-einsteincondensatie optreden.

### Moleculaire condensaten
Het is pas in 2003 dat experimentele creatie van moleculaire bose-einsteincondensaten mogelijk is geworden. Hierbij start men echter niet met een gas van moleculen, maar met een gewoon mono-atomair gas dat men tot kwantumdegeneratie afgekoeld heeft (voor bosonen betekent dit dat men eerst een atomair bose-einsteincondensaat creëert, terwijl voor fermionen een toestand wordt gecreëerd waarbij alle deeltjes zich in de Fermizee bevinden. Uit dit atomair systeem worden dan moleculen gevormd door het magnetisch veld zodanig te variëren dat de atomen de Feshbach-resonantie doorlopen. 
De moleculen die op deze manier gevormd worden bevinden zich in een hoge vibrationele energietoestand, van waaruit ze zeer snel (< 100{\displaystyle \mu }s vervallen naar lagere vibrationele toestanden. Op dit punt wordt het opnieuw belangrijk wat de onderliggende statistiek van de individuele atomen is. Een molecuul opgebouwd uit fermionen die zich in een Fermizee bevindt zal moeilijker vervallen naar twee aparte fermionen vanwege het Pauli-uitsluitingsprincipe. Dit verklaart enerzijds waarom de gemiddelde levensduur van een molecuul opgebouwd uit fermionen zoveel langer is dan deze van een molecuul opgebouwd uit bosonen en anderzijds waarom de conversie efficiëntie voor bosonen beperkt is tot ongeveer 5% terwijl deze voor fermionen > 50% kan zijn. 
Wanneer het gemengde systeem zich dicht bij de Feshbachresonantie bevindt, interageren de atomen en de moleculen sterk met elkaar via een repulsieve (afstotende) interactie. Deze interactie zorgt voor een (meestal ongewenste) opwarming van het systeem. 

### Condensaten van Fermionen
Voor fermionen bestaan er twee mogelijkheden om een 'paar' te vormen. 
1. als molecuul (zie hierboven)
2. als Cooperpaar (te vergelijken met elektronen in een supergeleider).

De correlatie tussen de twee atomen is in dit geval niet in de plaatsruimte maar wel in de momentumruimte. Bose-einsteincondensatie bij op dergelijke wijze gebonden fermionische atomen is voor het eerst waargenomen december 2003 door de JILA groep.
De Feshbachresonantie wordt in verband hiermee gezien als de scheidingslijn tussen het creatiegebied voor moleculaire bose-einsteincondensaten en fermionische condensaten (waarmee verwezen wordt naar bose-einsteincondensaten van fermionen die als Cooperparen gepaard zijn). Het gebied waar de verstrooiingslengte repulsief is wordt de BEC kant genoemd en het gebied waar de verstrooiingslengte attractief is wordt de BCS kant genoemd.
Wanneer een moleculair bose-einsteincondensaat zich in een Fermizee bevindt, zal de Feshbach-resonantie echter niet het punt zijn waar de BCS-BEC overgang plaatsvindt. Het BCS-BEC overgangsgebied bevindt zich in dit geval op de plaats waar de moleculaire energie twee keer de fermi-energie van het systeem is. Pauli-blocking zorgt er immers voor dat de moleculen veel moeilijker in individuele atomen kunnen opbreken zodat er ook aan de BCS-kant van de Feshbachresonantie gewone moleculaire bose-einsteincondensaten kunnen bestaan.

## Elementen waarbij bose-einsteincondensatie reeds geobserveerd werd
Bij de volgende elementen is reeds bose-einsteincondensatie waargenomen: 
- alkalimetalen: 
  - waterstof (H)
  - lithium (Li)
  - natrium (Na)
  - kalium (K)
  - rubidium (Rb)
  - cesium (Cs)
- Overige elementen: 
  - helium (He)

De ontdekking van bose-einsteincondensatie in lithium, natrium en rubidium is beschreven in het historisch overzicht. Het lijstje van atoomsoorten bleef niet tot deze elementen beperkt.
Waterstof (H)
In 1998 slaagde men er aan MIT als eerste in een bose-einsteincondensaat van waterstofatomen te creëren, wat later dat jaar ook aan de Rice universiteit lukte.
Dit was voordien nog niet mogelijk geweest door de uiterst zwakke interactie van waterstof. Deze zorgt er namelijk voor dat energie tussen de waterstofatomen trager wordt uitgewisseld dan bij de andere alkaligassen het geval is, zodat het langer duurt voor een condensaat kan gevormd worden en er dus meer kans is dat andere fenomenen het ontstaan van een bose-einsteincondensaat verhinderen.
Kalium (K)
De volgende in het lijstje van alkaliën is kalium. Kalium heeft drie stabiele isotopen; twee hiervan zijn bosonisch, de derde is fermionisch van aard. De hyperfijnstructuur van de bosonische isotopen is echter zo fijn dat laserkoeling niet in staat is de gewenste condities te creëren voor een efficiënte evaporatieve koeling. Verder wordt de situatie nog meer bemoeilijkt door de kleine botsingsdoorsnede van zowel 39K als 41K. Om deze problemen te omzeilen maakte men aan LENS (European Laboratory for Nonlinear Spectroscopy te Firenze, Italië), in 2001, gebruik van sympathetic cooling (solidaire koeling). Dit gebeurde door 41K te mengen met 87Rb (rubidium). Het 87Rb werd evaporatief gekoeld en door thermaliserende botsingen tussen de twee atoomsoorten werd het 41K eveneens afgekoeld. Op deze indirecte wijze was het mogelijk het kalium tot de gewenste temperatuur af te koelen en zo voor het eerst een bose-einsteincondensaat van kaliumatomen te creëren.
Cesium (Cs)
De laatste in het lijstje van alkaliatomen is cesium waarvan eind 2002 aan de universiteit van Innsbruck voor het eerst een bose-einsteincondensaat werd gecreëerd. De mogelijkheid om een cesium-BEC te creëren kan een grote bijdrage leveren tot het verhogen van de precisie van de huidige cesiumatoomklokken. Verder maakt de grote massa van cesium het ook zeer geschikt voor ultraprecieze metingen van, onder andere, het zwaartekrachtveld.
Francium
Het alkalimetaal francium is enerzijds zo zeldzaam en anderzijds zo instabiel dat men hier nooit de creatie van een bose-einsteincondensaat in zal nastreven.
Helium (He)
Bose-einsteincondensaten zijn niet beperkt gebleven tot de alkali-atomen.
Begin 2001 is men er aan het Laboratoire Charles Fabry de l'Institut d'Optique in Orsay in geslaagd een bose-einsteincondensaat in metastabiel helium te creëren.. Meer dan 60 jaar nadat London de overgang naar supervloeibare fase in vloeibaar helium karakteriseerde als bose-einsteincondensatie is men er dus in geslaagd een echt bose-einsteincondensaat in heliumgas te creëren.
Chroom, strontium en neon
Het succesvolle werk bij de alkaligassen stimuleert ook onderzoek naar bose-einsteincondensaten in chroom, strontium en metastabiel neon. De verdere ontwikkelingen op het vlak van zuiver optische bose-winsteincondensaten zou hierbij een belangrijke rol kunnen spelen omdat zuiver optische vallen kunnen gebruikt worden voor atomen waarvan het magnetisch moment het gebruik van gewone magnetische vallen niet toelaat.